# Vinko Lušić Matković
Vinko Lušić Matković (Vrbanj, Hvar, 21. srpnja 1861. – Zagreb, 18. prosinca 1931.) je bio hrvatski liječnik oftalmolog.

## Životopis
Medicinu je studirao u Grazu. Oftalmologiju je specijalizirao u Grazu, Berlinu i Parizu. Prvi je hrvatski školovani oftalmolog. U Zagrebačkoj Bolnici Milosrdne braće (kasnije Zakladnoj bolnici) osnovao je 1894. godine očni odjel, kojem je bio voditelj do 1919. godine. Još pred Prvi svjetski rat prim. dr Lušić Matković bio je jedini oftalmolog u Hrvatskoj uz prim. Kurta Hühna. Njih dvojica su predavali na dvotjednim trahomskih poslijediplomskim tečajevima, za liječnike praktičare, koje su inicirali dr Kurt Hühn i vrhovni liječnik Kr. Hrvatske i Slavonije dr Ignjat Thaller, na kojima su najviše govorili o dijagnostici i terapiji trahoma, ali i o inim očnim bolestima te oftalmološkoj farmakopeji. Pratio je aktivno tečevine oftalmološke struke, čime hrvatska oftalmologija nije zaostajala za svjetskom. Još 1897. u Liječničkom vjesniku izvijestio je o ortoptičkom liječenju strabizma i dugotrajnim stereoskopskim vježbama. Nakon 1919. radi u Srbiji, u Beogradu na Očnoj klinici. U Čačku je bio voditeljem očne poliklinike.
Znanstvena zasluga dr Lušića Matkovića je što je upozorio kako je u dijagnostici očnih bolesti bitno fizikalno-kemijski ispitati očnu vodicu. Naglašavao je ulogu suza u fiziološkim i patološkim stanjima oka.